# Simone Wapler
Simone Wapler est une journaliste et économiste française spécialisée dans l'impôt, dans une perspective de défense du contribuable.

## Biographie
Adepte de l'école autrichienne, elle contribue dans de nombreux journaux spécialisés en économie pour y fustiger l'impôt et les taux négatifs des banques centrales.
Simone Wapler a été aussi rédactrice en chef de L’Investisseur Or et Matières, analyste du secteur aurifère dans Vos finances, rédactrice en chef de MoneyWeek France.
Son livre de 2012, Pourquoi la France va faire faillite - Et ce que vous devez faire pour vous en sortir a fait partie des meilleures ventes.

## Analyses
En 2019 elle publie un livre, La Rage de l'impôt, expliquant pourquoi la révolte des gilets jaunes était avant tout une révolte fiscale,,,,, et donc s'inscrit dans un mouvement de résistance fiscale.

## Publications
- Pourquoi la France va faire faillite. Et ce que vous devez faire pour vous en sortir, 2012
- Comment l'État va faire main basse sur votre argent... et ce que vous devez faire pour vous en sortir !, 2013
- Pouvez-vous faire confiance à votre banque ?, 2014
- La fabrique de pauvres... et comment ne pas vous faire prendre dans l'engrenage, 2015
- La rage de l'impôt, 2019.
- Non, l'état ne nous protège plus, 2020.